# Жолт Горняк
Жолт Го́рняк (словац. Zsolt Hornyák; нар. 1 травня 1973) — чехословацький та словацький футболіст угорського походження, захисник. По завершенні ігрової кар'єри — тренер.

## Клубна кар'єра
Горняк є вихованцем «Слована» з Братислави. З 1991 року став виступати за першу команду, в якій провів два роки у чемпіонаті Чехословаччини, вигравши чемпіонство у 1992 році, втім основним гравцем не став.
Після розпаду Чехословаччини став грати у чемпіонаті Словаччини за «Кошице», де провів сезон 1993/94, після чого повернувся до «Слована», з яким 1995 року виграв свій перший титул чемпіона Словаччини.
У 1995—1997 Горняк знову грав за «Кошице» і у другому сезоні виграв титул чемпіона Словаччини, після чого втретє у кар'єрі став гравцем «Слована». Цього разу з командою виграв «золотий дубль» у сезоні 1998/99.
1999 року Горняк перейшов до іншої столичної команди, «Інтера» з Братислави, який на той час очолював Йозеф Бубенко. З цією командою у двічі поспіль він також вигравав «золотий дубль», таким чином вигравши п'ять чемпіонських титулів Словаччини із трьома різними клубами.
Влітку 2001 року Горняк розглядав пропозиції російського «Динамо» (Москва), німецького «Нюрнберга» і угорського «Ференцвароша», але в результаті вирішив перебратися в московський клуб. Відігравши за «динамівців» один рік, він повернувся до Словаччини і вчетверте у кар'єрі став гравцем «Слована», провівши в ній ще два роки, але трофеїв більше не вигравав.
У 2004 році 31-річний Горняк відправився в кіпрський «Пафос», провівши там сезон 2004/05, після чого грав у чеському «Глучіні» з другого дивізіону країни, де провів 3 роки. Завершував кар'єру гравця в австрійському клубі четвертої ліги «Шпратцерн» та чеському аматорському клубі «Место-Альбрехтіце».

## У збірній
15 листопада 2000 року Горняк дебютував за збірну Словаччини у товариській грі з Грецією (2:0), вийшовши на заміну замість Владимира Яночка на 66-й хвилині. Наступного року він вийшов на заміну в товариській грі з Алжиром 27 лютого (1:1), а останній третій раз він зіграв за національну збірну 7 жовтня 2001 року у відбірковому матчі до чемпіонату 2002 року проти Македонії, в якому Словаччина виграла 5:0.

## Тренерська кар'єра
Влітку 2011 року увійшов до тренерського штабу Йозефа Бубенка у вірменській «Міці», а вже в листопаді змінив його на посаді головного тренера. У 2012—2013 роках під керівництвом Горняка «Міка» виграла Суперкубок Вірменії і здобула срібні нагороди чемпіонату.
Влітку 2013 року Горняк був призначений головним тренером іншого місцевого клубу «Бананц» і взяв із командою золоті медалі чемпіонату у сезоні 2013/14. Це був перший чемпіонський титул клубу в історії. У 2014 році він виграв і Суперкубок Вірменії. Через свої досягнення Горняк був включений до списку 10 найкращих словацьких тренерів у 2013 (8-е місце) та 2014 роках (6-е місце).
На початку 2017 року переїхав на Мальту, де очолив команду «Моста», але вже у квітні покинув посаду ще до завершення чемпіонату.
У вересні 2017 року став головним тренером клубу другого російського дивізіону «Промінь-Енергія», але і тут надовго не затримався, покинувши посаду у грудні, оскільки у листопаді Горняк призупинив свій контракт з клубом через 4-місячний борг із зарплати. Він зазначив, що вперше зіштовхнувся із такими фінансовими проблемами, працюючи у футбольному клубі.
У червні 2018 року підписав контракт з чеським клубом «Слован» (Ліберець) і за підсумками сезону 2008/09 посів 6-те місце у чемпіонаті.
У червні 2019 року став головним тренером угорського клубу «Академія Пушкаша». З цією командою у 2020 і 2022 роках він посів 3-тє місце у чемпіонаті, а 2021 року став віце-чемпіоном Угорщини, що є найкращим результатом команди в історії.

## Досягнення

### Як гравець
«Слован»
- Чемпіон Чехословаччини: 1991/92
- Чемпіон Словаччини: 1994/95, 1998/99
- Володар Кубка Словаччини: 1998/99

«Кошице»
- Чемпіон Словаччини: 1996/97

«Інтер» (Братислава)
- Чемпіон Словаччини: 1999/00, 2000/01
- Володар Кубка Словаччини: 1999/00, 2000/01

### Як тренер
«Міка»
- Володар Суперкубка Вірменії: 2012

«Бананц»
- Чемпіон Вірменії: 2013/14
- Володар Суперкубка Вірменії: 2014